# SLC39A14
SLC39A14 (англ. Solute carrier family 39 member 14) – білок, який кодується однойменним геном, розташованим у людей на 8-й хромосомі. Довжина поліпептидного ланцюга білка становить 492 амінокислот, а молекулярна маса — 54 212.
| 10         |  | 20         |  | 30         |  | 40         |  | 50         |
| ---------- |  | ---------- |  | ---------- |  | ---------- |  | ---------- |
| MKLLLLHPAF |  | QSCLLLTLLG |  | LWRTTPEAHA |  | SSLGAPAISA |  | ASFLQDLIHR |
| YGEGDSLTLQ |  | QLKALLNHLD |  | VGVGRGNVTQ |  | HVQGHRNLST |  | CFSSGDLFTA |
| HNFSEQSRIG |  | SSELQEFCPT |  | ILQQLDSRAC |  | TSENQENEEN |  | EQTEEGRPSA |
| VEVWGYGLLC |  | VTVISLCSLL |  | GASVVPFMKK |  | TFYKRLLLYF |  | IALAIGTLYS |
| NALFQLIPEA |  | FGFNPLEDYY |  | VSKSAVVFGG |  | FYLFFFTEKI |  | LKILLKQKNE |
| HHHGHSHYAS |  | ESLPSKKDQE |  | EGVMEKLQNG |  | DLDHMIPQHC |  | SSELDGKAPM |
| VDEKVIVGSL |  | SVQDLQASQS |  | ACYWLKGVRY |  | SDIGTLAWMI |  | TLSDGLHNFI |
| DGLAIGASFT |  | VSVFQGISTS |  | VAILCEEFPH |  | ELGDFVILLN |  | AGMSIQQALF |
| FNFLSACCCY |  | LGLAFGILAG |  | SHFSANWIFA |  | LAGGMFLYIS |  | LADMFPEMNE |
| VCQEDERKGS |  | ILIPFIIQNL |  | GLLTGFTIMV |  | VLTMYSGQIQ |  | IG         |

A: Аланін

C: Цистеїн

D: Аспарагінова кислота

E: Глутамінова кислота

F: Фенілаланін

G: Гліцин

H: Гістидин

I: Ізолейцин

K: Лізин

L: Лейцин

M: Метіонін

N: Аспарагін

P: Пролін

Q: Глутамін

R: Аргінін

S: Серин

T: Треонін

V: Валін

W: Триптофан

Задіяний у таких біологічних процесах, як транспорт іонів, транспорт, альтернативний сплайсинг. 
Білок має сайт для зв'язування з іоном цинку. 
Локалізований у клітинній мембрані, цитоплазмі, мембрані, клітинних відростках.